# 邁克·布萊克洛克
邁克·布萊克洛克（Michael "Mookie" Blaiklock，1969年8月20日—）是每股的一位演員和作家，主要的主要作品有電視劇秘密女朋友和23號公寓的壞女孩。布萊克洛克出生並成長在麻薩諸塞州阿什蘭，畢業於波士頓埃默森學院。